# Hana Te Hemara
Hana Te Hemara (16 de fevereiro de 1940 – 10 de outubro de 1999) foi uma proeminente activista e líder maori.

## Biografia
Te Hemara, descendente de Te Āti Awa e Ngāti Raukawa, era a sétima de 12 filhos, nascida em Puketapu e educada no Convento Waitara.
Ela cresceu em Mangakino, onde o seu pai trabalhava nas barragens de Karapiro e Mangakino Mais tarde, ela trabalhou como telefonista em diversos lugares.
Te Hemara começou a estudar na Universidade de Auckland em 1969 aos 30 anos, estudando política e história da Nova Zelândia. Esteve envolvida activamente com Ngā Tamatoa e apoiou fortemente Tino Rangatiratanga, o renascimento da língua Māori e o movimento de protestos Māori em geral.
Na década de 1970 Te Hemara foi um dos membros fundadores do Ngā Tamatoa, um grupo activista Maori. O grupo organizou protestos em Waitangi.
Em 14 de setembro de 1972 Te Hemara, juntamente com Titewhai Harawira, Rawiri Paratene e Syd Jackson, apresentaram uma petição de mais de 30.000 assinaturas ao parlamento desafiando os políticos a priorizar a preservação da língua Māori. Isso fez com que o dia fosse declarado Dia da Língua Maori. Três anos depois, foi expandido para a Semana da Língua Maori.
Em 1979 Te Hemara ingressou no Departamento de Assuntos Māori com a Comissão da Língua Māori, como resultado do seu trabalho.  Ela formou a primeira Associação Profissional e Empresarial Māori em 1980 e organizou o Prémio Te Kopu Designers para designers Māori em 1984.
Mais tarde Te Hemara viria a ganhar notoriedade em 1998, quando foi relatado que ela disse: "Mate um branco e torne-se um herói." Te Hemara afirmou que o seu comentário foi tirado do contexto.
Te Hemara casou-se com Syd Jackson em 1961. Ela morreu em Auckland a 10 de outubro de 1999, aos 59 anos.